# Eurybunus riversi
Espèce
Eurybunus riversi est une espèce d'opilions eupnois de la famille des Globipedidae.

## Distribution
Cette espèce est endémique des États-Unis. Elle se rencontre au Nevada et en Californie.

## Description
Le mâle holotype mesure 5,4 mm.

## Systématique et taxinomie
Cette espèce a été décrite par Goodnight et Goodnight en 1943.

## Étymologie
Cette espèce est nommée en l'honneur d'Ira John La Rivers (1915-1977).

## Publication originale
- Goodnight & Goodnight, 1943 : « New and little known phalangids from the United States. » The American Midland Naturalist, vol. 29, no 3, p. 643–656.